# Centro de Apoyo Tecnológico de Castilla-La Mancha
El Centro de Apoyo Tecnológico de Castilla-La Mancha (bilib) es un centro público del Parque Científico y Tecnológico de Castilla-La Mancha situado en la ciudad española de Albacete. 
Nació en 2006 con el nombre de Centro de Excelencia de Software Libre de Castilla-La Mancha (CESLAM) con el fin de apoyar la política tecnológica en software libre de la Junta de Comunidades de Castilla-La Mancha. Para su creación contó con el apoyo de la Fundación Parque Científico y Tecnológico de Albacete, la Federación de Empresas TIC de Castilla-La Mancha, Telefónica y SUN Microsystems.
Actualmente pertenece a la Dirección General para la Sociedad de la Información y las Telecomunicaciones de la Consejería de Presidencia y Administraciones Públicas de la Junta de Comunidades de Castilla-La Mancha.
Su función principal es difundir y promover el uso de las tecnologías de la información y la comunicación (TIC) de fuentes abiertas en todos los niveles: Administraciones, Empresas y Ciudadanos de la región castellano-manchega. 

## Historia
El Centro de Excelencia de Software Libre de Castilla-La Mancha (CESLCAM) nació el 18 de diciembre de 2006 con el fin de impulsar el uso y el desarrollo de software libre en el ámbito empresarial, administrativo y doméstico. 
El centro se instaló en uno de los edificios de la Fundación Parque Científico y Tecnológico de Albacete, el Centro de Emprendedores, actual sede administrativa del parque y de diversas empresas del sector tecnológico castellano-manchego.
Actualmente, el centro está situado en el Instituto de Desarrollo Industrial, otro de los edificios del Parque Científico y Tecnológico de Castilla-La Mancha.